# 川東加代子
川東 加代子（かわひがし かよこ）は、日本の卓球選手。1977年の第34回世界卓球選手権では女子シングルスでベスト8に入った。鹿児島県出身。結婚後の姓は、濱野。五段。
屋久島町立神山中学校に在学した1973年、第4回全国中学校卓球大会の団体とシングルスと優勝、1974年に横浜市で行われたアジアユース選手権ジュニアの部では準優勝した。
柳川商業高等学校（現在の柳川高等学校）3年の1976年には第4回全国高等学校選抜卓球大会の女子シングルスで優勝した
世界卓球選手権に4回出場、1977年の第34回世界卓球選手権バーミンガム大会ではシングルスでベスト8、横田幸子、枝野とみえ、菅谷佳代との団体で4位、1979年の第35回世界卓球選手権平壌大会ではシングルスでベスト16、高橋省子・嶋内よし子・菅谷佳代との団体で3位、1981年の第36回世界卓球選手権ノヴィ・サド大会では女子ダブルスでベスト8に入った。
1977年のバーミンガム大会の女子シングルスでは、予選から出場、3試合を勝ち上がり、シングルス1回戦の出場権を得た。2回戦で世界ランク6位のイングランドジル・ハマースリーを3-2で破り、3回戦ではスウェーデンのアン＝クリスティン・ヘルマンを3セットともジュースで取り、3-1で勝利した。身長180cmのヘルマンを倒した後、身長156cmの川東は、薬物を飲んだのではないかと、ドーピングテストを受けた。準々決勝で、中国の張立にストレートで敗れた。女子ダブルスでは、横田幸子とのペアで3回戦まで進出、韓国の金順玉、李基元組に敗れた。混合ダブルスでは、高島規郎とのペアで1回戦でポーランドペアに1-3で敗れた。
高校卒業後、1977年4月より、第一勧業銀行に所属し、日本卓球リーグの最高殊勲選手に2度輝いた。全日本社会人卓球選手権女子シングルスで優勝した。1978年、1979年と全日本社会人卓球選手権女子ダブルスで優勝、1979年には、全日本卓球選手権大会女子ダブルスでも優勝した。
全日本軟式卓球選手権大会でもシングルスで1回（1982年）、ダブルスで4回（1978年-1980年、1982年）優勝した。
現在、バタフライ卓球教室の講師を務めている。